# Clionella rosaria
Clionella rosaria là một loài ốc biển, là động vật thân mềm chân bụng sống ở biển thuộc họ Clavatulidae.